# Onthophagus aciculatulus
Onthophagus aciculatulus är en skalbaggsart som beskrevs av Willis Blatchley 1928. Onthophagus aciculatulus ingår i släktet Onthophagus och familjen bladhorningar. Inga underarter finns listade i Catalogue of Life.